# Flora und Fauna Südtirols
Die Flora und Fauna Südtirols sind sehr vielfältig, sie reichen von im submediterranen Klima lebenden Pflanzen und Tieren bis zu solchen, die im Hochgebirge leben.

## Fauna
Bis 1995 wurden in Südtirol rund 14.700 Tierarten nachgewiesen, davon gehörten 7.585 Arten zu den beiden Ordnungen Käfer und Schmetterlinge und nur 494 Arten zu den Wirbeltieren. Hinzu kommen 875 fossile Tierarten. Es wird geschätzt, dass die effektive Anzahl der heimischen Tierarten mindestens 32.000 beträgt. Somit wären mit 14.700 Tierarten nur rund die Hälfte aller heimischen Tierarten entdeckt.
Das älteste gefundene Fossil aus Südtirol stammt von Würmern, welche vor rund 290 Mio. Jahren lebten. Megalodonten-Muscheln, welche im Hauptdolomit gefunden wurden, bringen es auf rund 215 Mio. Jahren.
Rund 41 % aller heimischen Tierarten sind gefährdet, aber nur 71 Arten bzw. Gruppen von Tieren sind zusätzlich zu den geltenden jagd- und fischereirechtlichen Bestimmungen vollkommen geschützt.
| Tiergruppe                         | vermutete Anzahl in Südtirol (Stand: 1995/96) | bekannte Anzahl in Südtirol (Stand: 1995/96) |
| ---------------------------------- | --------------------------------------------- | -------------------------------------------- |
| Protozoa                           | 1500                                          | 0175                                         |
| Plattwürmer                        | 1000                                          | 019                                          |
| Schlauchwürmer                     | 1500                                          | 0147                                         |
| Weichtiere                         | 0250                                          | 0202                                         |
| Gliederwürmer                      | 0150                                          | 047                                          |
| Bärtierchen + Zungenwürmer         | 070                                           | 030                                          |
| Spinnentiere                       | 2500                                          | 1080                                         |
| Krebstiere                         | 0250                                          | 0104                                         |
| Tausendfüßer                       | 0180                                          | 0130                                         |
| Urinsekten                         | 0350                                          | 0150                                         |
| Eintags- + Steinfliegen + Libellen | 0200                                          | 0132                                         |
| Schaben                            | 016                                           | 011                                          |
| Läuseartige                        | 0450                                          | 033                                          |
| Fransenflügler                     | 0200                                          | 020                                          |
| Schnabelkerfe                      | 2000                                          | 0964                                         |
| Käfer                              | 5250                                          | 4475                                         |
| Netzflügler                        | 0110                                          | 075                                          |
| Köcherfliegen                      | 0200                                          | 083                                          |
| Schmetterlinge                     | 3500                                          | 3110                                         |
| Zweiflügler                        | 5600                                          | 1606                                         |
| Flöhe                              | 050                                           | 026                                          |
| Hautflügler                        | 6000                                          | 1480                                         |
| Wirbeltiere                        | 0500                                          | 0494                                         |
| Übrige                             | 040                                           | 011                                          |

### Geschichte der Zoologischen Forschung in Südtirol
In den letzten 150 Jahren haben zahlreiche Naturwissenschaftler zur Erforschung der heimischen Tierwelt etwas beigetragen und damit bestimmte Tiergruppen genauer erfasst. Relativ gut erforscht sind insbesondere Wirbeltiere, Weichtiere, Käfer und Schmetterlinge. Größere Forschungsdefizite bestehen vor allem bei den sogenannten Niederen Tieren und bestimmten Gruppen von Insekten, wie die vorstehenden Artenzahlen zeigen.
Zu den wichtigsten Zoologen des 19. und 20. Jahrhunderts in Südtirol zählen u. a.:
- Vinzenz Maria Gredler lieferte bedeutsame Arbeiten über Ameisen, Käfer, Wanzen, Fliegen, Schnecken, Reptilien und Lurche.
- Karl Wilhelm von Dalla Torre schrieb Arbeiten über Bienen, Zweiflügler, Tausendfüßer, Schlangen, Fledermäuse und viele andere Tiergruppen.
- Franz Friedrich Kohl erfasste Hautflügler genauer.
- Ludwig Carl Christian Koch und Anton Ausserer arbeiteten vor allem auf dem Bereich der Spinnentiere.

Eine zusammenfassende Faunistik über das gesamte Dolomitengebiet zu liefern versuchte erstmals G. Marcuzzi (1956, 1961) in seiner „Fauna delle Dolomiti“. In dieser fehlten aber manche Tiergruppen oder wurden unzureichend behandelt, so finden sich auf 23 Seiten 298 Zweiflügler-Arten ohne Familien-Gliederung aufgelistet. Marcuzzi schätzt für das Dolomitengebiet rund 7.000 Tierarten.
1995 erschien eine Faunistik des Naturmuseums Südtirol von Klaus Hellrigl namens „Die Tierwelt Südtirols“, in der rund 14.700 Tierarten gelistet wurden.

### Spinnenfauna
Die Spinnenfauna Südtirols ist wenig bekannt. Wesentliche Informationsquellen sind noch immer die Übersicht von Koch (1876) und Kulczynski (1887). Für Südtirol besteht das besondere tiergeographische Problem des Vordringens südlicher Elemente entlang des Etsch- und Eisacktales. Der Brixner Raum liegt nach Fliri (1975) im am meisten kontinentalen Gebiet des ganzen Alpenraumes von Tirol, das günstige Klima wird auch durch das Vorkommen thermophiler Arthropoden belegt: Euscorpius italicus, Mantis religiosa, Catajapyx aquilonaris.
Bei einer Untersuchung im Raum Brixen wurden im Jahr 1988 164 Arten aus 23 Familien mittels Barberfallen gesammelt. Bei den Weberknechten neun Arten.

## Flora
Aufgrund der Vielfalt seiner geomorphologischen und klimatischen Gegebenheiten beherbergt Südtirol eine äußerst artenreiche Flora. Es bestehen Lebensräume sowohl für xerophile als auch hygrophile Gewächse, wärmeliebende Pflanzen kommen ebenso vor wie an hochalpine oder gar nivale Bedingungen angepasste. In Südtirol sind etwa 2500 Arten an Farn- und Blütenpflanzen nachgewiesen; somit beherbergt das Land – auf lediglich 0,07 % der Gesamtfläche des Kontinents – fast ein Fünftel der bekannten Flora Europas. Die aktuelle Pflanzenwelt des Gebiets ist das Ergebnis einer Abfolge von Aussterbens- und Wiederbesiedlungsphasen nach der Würm-Kaltzeit. Die größte Artenvielfalt findet sich im Etschtal zwischen Meran und der Salurner Klause sowie im unteren Eisacktal; die Gebirgsflora mit der höchsten Diversität tritt im Schlern-Rosengarten-Gebiet in den westlichen Dolomiten zu Tage.
Die örtliche Flora konnte bereits seit dem Wirken von Karl Wilhelm von Dalla Torre und Ludwig von Sarnthein zu Beginn des 20. Jahrhunderts als verhältnismäßig gut erforscht gelten. Die in den 1970er-Jahren angestoßene und seit 1998 vom Naturmuseum Südtirol koordinierte systematische Rasterkartierung führte nochmals zu einem deutlichen Erkenntnisschub: Der 2006 publizierte Katalog der Gefäßpflanzen Südtirols konnte bereits auf ca. 300.000 Einzelbeobachtungen zurückgreifen und etwa 70 zusätzliche heimische Arten verzeichnen. 84 Arten, Gattungen oder Familien sind durch ein Landesgesetz geschützt. Zudem wurden zahlreiche botanische Objekte vom Land Südtirol als Naturdenkmäler eingestuft, darunter etwa die jahrhundertealten Ultner Urlärchen und die Versoaln-Rebe in Prissian.